# Old Dalby
Old Dalby är en by i civil parish Broughton and Old Dalby, i distriktet Melton, i grevskapet Leicestershire i England. Byn är belägen 21 km från Leicester. Old Dalby var en civil parish fram till 1936 när blev den en del av Broughton and Old Dalby. Civil parish hade 315 invånare år 1931. Byn nämndes i Domedagsboken (Domesday Book) år 1086, och kallades då Dalbi.